# Солодюк Надія Филимонівна
Солодюк Надія Филимонівна (1911, Воронівці, Вінницький повіт, Подільська губернія — після 1985) — українська лікарка-терапевт, кандидат медичних наук, патофізіолог, наукова співробітниця Інституту клінічної фізіології АН УРСР у 1940-х — 1950-х роках.
Під час німецько-радянської війни працювала в Гостомельській лікарні та партизанському загоні. Авторка книги спогадів.
У 1941 році записалася добровольцем до Червоної армії, працювала в госпіталі місцевої протиповітряної оборони в Києві. Після захоплення міста німцями працювала в лікарні села Гостомель. 1 серпня 1943 року втекла з лікарні до Київського партизанського загону з'єднання Михайла Наумова. Спочатку була лікаркою загону, секретаркою партійної організації. Надалі очолила медичну службу з'єднання Наумова.
Після звільнення України від німців у 1944 році Надія Солодюк була десантована до Угорщини у складі партизанського загону диверсійної бригади імені М. І. Кутузова під керівництвом Якова Кузнеця. Солодюк виконувала там обов'язки голови медичної служби. Надалі бригада передислокувалася до Чехословаччини.
У 1945 році повернулася на посаду молодшого наукового співробітника до відділу патологічної фізіології Інституту клінічної фізіології НАН України. У 1947 році перейшла на посаду старшого наукового співробітника У 1953—1960 працювала в лабораторії компенсаторних і захисних функцій Інституту фізіології ім. О. О. Богомольця АН УРСР під керівництвом Ростислава Кавецького.

## Нагороди
- Орден Червоної зірки (1945)
- Орден Вітчизняної війни II ступеня (1985)[6]

## Публікації
- Солодюк Н. Мій шлях: [Нарис-спогади партизанки Київ. партизан. загону в з'єднанні Героя Рад. Союзу генерал-майора Наумова]. — К.:Рад. письменник, 1945. — 112 с.

### Наукові
- Солодюк Н. Ф. О механизме действия водных экстратов, приготовленных по методу В. П. Филатова, из различных тканей — С. 49-68 У кн. «Сборник, посвященный 75-летию со дня рождения Героя социалистического труда действительного члена Академии наук УССР и Академии медицинских наук СССР Владимира Петровича Филатова» / АН УРСР, Институт клинической физиологии им. А. А. Богомольца; ред. кол.: Р. Е. Кавецкий (отв. ред.) и др.]. — Киев: Издательство АН УССР, 1950. — 335, [1] с. [1] л. : портр., табл., граф., ил.
- Кавецкий P.E., Солодюк Н. Ф., Красновская М. С. О ролі нервной системы в компенсации кровопотери. У зб. Вторая всесоюзная конференция патофизиологов: посвященная памяти академика А. А. Богомольца в связи с 75-летием со дня его рождения. — Киев : 1956. — 447 с. С. 148—150
- Кавецкий P.E., Солодюк Н. Ф., Вовк С. И., Красновская М. С., Дзагоева Т. А. Реактивность организма и тип нервной системы. Киев. 1961.
  - Солодюк Н. Ф. История развития учения о типах высшей нервной деятельности //Реактивность организма и тип нервной системы. Киев, 1961.